# لیماویدی
لیماویدی (به انگلیسی: Limavady) یک شهر بازاری و شهر در بریتانیا است که در شهرستان لندندری واقع شده‌است. لیماویدی ۱۲٬۰۴۳ نفر جمعیت دارد.